# Planalto do Uíge
O Planalto do Uíge, também chamado de Serra Quimbinda, Serra da Cananga, Serra da Canganza e Serra da Ambuíla,  é uma cadeia montanhosa localizada entre as províncias do Cuanza Norte, Bengo e Uíge, em Angola.
O planalto de Canganza-Uíge separa as bacias dos rios Cuanza, Dande, Bengo, Loge, Mebridege, Zadi e Cuílo.
O planalto é uma importantíssima região cafeicultora para o país, além de ter sido um dos mais estratégicos, intrincados e disputados palcos da Guerra de Independência de Angola.